# Estación de Coslada
Estación de Coslada vasútállomás Spanyolországban, Coslada településen a Madrid–Barcelona-vasútvonalon. Része Madrid elővárosi vasúti közlekedésének, a Cercanías Madridnak.

## Vasútvonalak és járatok
Az állomást az alábbi vasútvonalak és járatok érintik:
- Madrid-Barcelona-vasútvonal
- Línea Atocha-San Fernando de Henares

## Kapcsolódó állomások
A vasútállomáshoz az alábbi állomások vannak a legközelebb:
- San Fernando (Alcalá de Henares, Línea C-7)
- Vicálvaro (Línea C-2)
- Vicálvaro (Estación de Cercedilla, Línea C-8)
- Vicálvaro (Príncipe Pío, Línea C-7)
- San Fernando (Guadalajara, Línea C-2)
- San Fernando (Guadalajara, Línea C-8)